# ピーター・キャンバー
ピーター・キャンバー（Peter Cambor、1978年9月28日 - ）は、アメリカ合衆国の俳優。

## 出演作品
- NCIS:LA 〜極秘潜入捜査班 シーズン4（ネイト・ゲッツ）
- NCIS:LA 〜極秘潜入捜査班 シーズン3（ネイト・ゲッツ）
- NCIS:LA 〜極秘潜入捜査班 シーズン2（ネイト・ゲッツ）
- NCIS:LA 〜極秘潜入捜査班 シーズン1（ネイト・ゲッツ）
- NCIS 〜ネイビー犯罪捜査班 シーズン6（ネイト・ゲッツ）
- プッシング・デイジー　～恋するパイメーカー～ シーズン2
- ＮＵＭＢ３ＲＳ　ナンバーズ　～天才数学者の事件ファイル シーズン4